# Gianfranco Giardi
Gianfranco Giardi (6 dicembre 1949) è un ex tiratore a segno sammarinese.

## Biografia
Nato nel 1949, a 30 anni ha partecipato ai Giochi olimpici di Mosca 1980, nella gara di pistola 50 metri, chiudendo 30º con 509 punti.
Quattro anni dopo ha preso di nuovo parte alle Olimpiadi, quelle di Los Angeles 1984, sempre nella pistola 50 metri, terminando 51º con il punteggio di 500.